# Pattani (tỉnh)
Pattani (tiếng Thái: ปัตตานี, phiên âm: Bát-ta-ni) là một tỉnh thuộc miền Nam của Thái Lan. Tỉnh này giáp các tỉnh (từ phía đông nam theo chiều kim đồng hồ) sau: Narathiwat, Yala và Songkhla.

## Địa lý
Pattani tọa lạc tại bán đảo Malay, có bờ biển bên vịnh Thái Lan ở phía Bắc. Phía Bắc có dãy núi Sankalakhiri, bao gồm vườn quốc gia Budo - Su-ngai Padi, tọa lạc tại biên giới giáp với Yala và Narathiwat, bảo vệ các rừng đồi và các loại cây quý hiếm như Bangsoon palm (Johnnesteijsmannia altifon) và Takathong cây mây, cũng như nhiều loài chim như hornbill. Namtok Sai Khao ở ranh giới với Songkhla và Yala là lâm viên, có thác nước Sai Khao nổi tiếng.

## Lịch sử
Về mặt lịch sử, Pattani đã là trung tâm của vương quốc Pattani bán độc lập của Malay nhưng là chư hầu của vương quốc Sukhothai và vương quốc Ayutthaya. Sau khi Ayutthaya sụp đổ năm 1767 Pattani giành được độc lập hoàn toàn, nhưng dưới triều vua Rama I nó bị nằm dưới ách thống trị của người vua Xiêm. Năm 1909, nó bị người Xiêm sáp nhập thành một phần của hiệp ước Anh-Xiêm năm 1909 với đế quốc Anh. Cả Yala và Narathiwat nguyên là một phần của Pattani, nhưng đã được tách thành hai tỉnh riêng.
Có một phong trào ly khai ở Pattani, sau nhiều năm im lìm đã bùng phát năm 2004. Mối bất bình đã bùng phát về thành kiến lâu đời và phân biệt đối xử của tín đồ Đạo Phật và Hồi Giáo bao gồm cả đàn áp việc sử dụng chữ viết địa phương và các cuộc lễ tôn giáo. Các cuộc bạo loạn đã nổ ra bao gồm các cuộc đánh bom. Các cuộc bạo loạn này vẫn chưa được thế giới Hồi Giáo hậu thuẫn nhưng lại được những người Malay láng giềng hợp tác.

## Cơ cấu dân số
Pattani là một trong 4 tỉnh của Thái Lan nơi có đa số Malay Hồi Giáo chiếm 88% dân số. Dân Malay ở Pattani rất tương đồng về dân tộc và văn hóa với dân Malay ở Kelantan, Malaysia.

## Biểu tượng
Con dấu của tỉnh này cho thấy pháo được gọi là Phraya Tani, được đúc ở tỉnh Pattani. Nó đã được đưa tới Bangkok vào năm 1785, và hiện đang được trưng bày trước Bộ Quốc phòng ở Bangkok.
Hoa của tỉnh là hoa dâm bụt Trung Quốc (Hibiscus rosa-sinensis), và cây của tỉnh cây sắt (Hopea odorata).

## Các đơn vị hành chính
Pattani được chia ra 12 huyện (amphoe), huyện được chia ra 115 xã (tambon) và 629 làng (thôn, bản, buôn, sóc, mường, ấp) (muban). Các huyện Chana (Chenok trong Malay), Thepa (Tiba), và Saba Yoi (Sebayu) được tách ra khỏi Pattani và chuyển qua Songkhla gần đây bởi chính phủ Thái Lan.
| 1. Mueang Pattani 2. Khok Pho 3. Nong Chik 4. Panare 5. Mayo 6. Thung Yang Daeng | 1. Sai Buri 2. Mai Kaen 3. Yaring 4. Yarang 5. Kapho 6. Mae Lan |